# Distribució de ràtio
Una distribució de ràtio (també coneguda com a distribució quocient) és una distribució de probabilitat construïda com la distribució de la relació de variables aleatòries que tenen dues altres distribucions conegudes. Donades dues variables aleatòries (generalment independents) X i Y, la distribució de la variable aleatòria Z que es forma com la relació Z=X/Y és una distribució de raó.

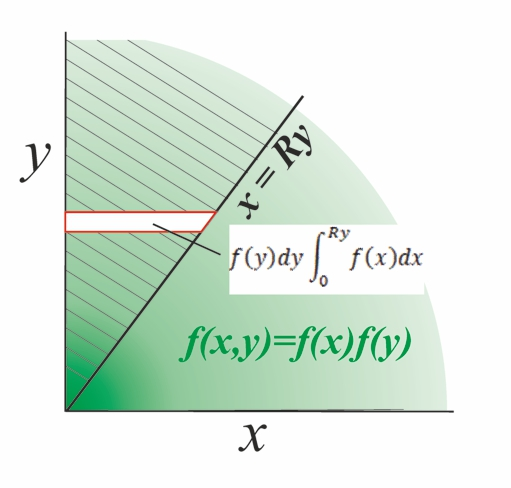
Avaluació de la distribució acumulada d'una ràtio.

Un exemple és la distribució de Cauchy (també anomenada distribució de raó normal), que es presenta com la relació de dues variables distribuïdes normalment amb una mitjana zero. Altres dues distribucions que s'utilitzen sovint en estadístiques de prova també són distribucions de proporcions: la distribució t sorgeix d'una variable aleatòria gaussiana dividida per una variable aleatòria independent distribuïda en chi, mentre que la distribució F s'origina a partir de la proporció de dues distribucions de chi quadrat independents. variables aleatòries. A la literatura s'han considerat distribucions de ràtio més generals.
Sovint, les distribucions de proporcions són de cua pesada, i pot ser difícil treballar amb aquestes distribucions i desenvolupar una prova estadística associada. S'ha suggerit un mètode basat en la mediana com a "solució alternativa".

## Derivació
Una manera de derivar la distribució de la relació de {\displaystyle Z=X/Y} a partir de la distribució conjunta de les altres dues variables aleatòries X, Y, amb pdf conjunt {\displaystyle p_{X,Y}(x,y)}, és per la integració de la forma següent
{\displaystyle p_{Z}(z)=\int _{-\infty }^{+\infty }|y|\,p_{X,Y}(zy,y)\,dy.}
Si les dues variables són independents, aleshores {\displaystyle p_{XY}(x,y)=p_{X}(x)p_{Y}(y)} i això esdevé
{\displaystyle p_{Z}(z)=\int _{-\infty }^{+\infty }|y|\,p_{X}(zy)p_{Y}(y)\,dy.}